# سرمایه‌گذاری مرکزی هویجین
سرمایه‌گذاری مرکزی هویجین (انگلیسی: Central Huijin Investment) شرکت سرمایه‌گذاری چینی است، که در سال ۲۰۰۳ تأسیس شد.